# Encore (wydawca gier planszowych)
Encore – firma produkująca gry planszowe. Powstała w 1982 roku w Polsce, założona przez Jana Adamskiego. W okresie największej koniunktury zatrudniała 10 osób. Firma zakończyła działalność w 1997 roku.
Firma była pierwszą w Polsce wydającą gry planszowe w klimacie fantasy zbliżonym do gier fabularnych, co dało jest status określany jako kultowy. Większość jej publikacji to były pirackie, nie-licencjonowane wersje gier amerykańskiego wydawcy Simulations Publications Inc. (SPI).
Gry wydane przez Encore:
- Blokada
- Labirynt Śmierci
- Bitwa na polach Pelennoru
- Gwiezdny kupiec
- Odkrywcy Nowych Światów
- W imieniu Ziemi
- Wojna o Pierścień
- Ratuj swoje miasto
- Bogowie Wikingów
- Memory
- Zwierzaki
- Rok 1920
- Czerwona rtęć
- Battletech
- Aerotech
- Battletech kompendium
- Zabawy Ufoludków
- Step by step
- Trans Solar
- Kaczka Dziwaczka